# Вайскопф, Виктор Фредерик
Виктор Фредерик Ва́йскопф (нем. Victor Frederick Weisskopf; 19 сентября 1908, Вена, Австро-Венгрия — 22 апреля 2002, Ньютон, США) — американский физик австрийского происхождения. Один из участников Манхэттенского проекта.

## Биография
Родился 19 сентября 1908 года в Вене в состоятельной еврейской семье. Его отец — доктор юриспруденции Эмиль Вайскопф (1873—1926), уроженец Шюттенхофена, — был адвокатом; мать, Марта Вайскопф (урождённая Гут, 1880—?), занималась хозяйством. Окончил Гёттингенский университет в 1931 году. В 1932—1933 годах работал там же. В 1934 году получил диплом доктора философии по физике и переехал в Цюрихский технологический институт, где проработал до 1936 года. Параллельно стажировался у Нильса Бора в Копенгагенском университете.
В 1937 году незадолго до того, как к власти в Австрии пришли нацисты, Вайскопф перебрался в США, где с помощью Нильса Бора получил должность инструктора, а затем ассистент-профессора в Рочестерском университете. В 1943 году вместе с многими другими учёными Вайскопф присоединился к Манхэттенскому проекту по разработке атомной бомбы. В тот же год он получил американское гражданство.
В 1945 году после окончания войны Вайскопф был принят на должность адъюнкт-профессора физики в Массачусетский технологический институт, однако получил разрешение закончить свою работу в Лос-Аламосе. В 1946 году он возвращается в институт уже в должности полного профессора и чуть позже возглавляет теоретическую группу, работавшую в области ядерной физики. В соавторстве с Джоном Блаттом Вайскопф написал учебник «Теоретическая ядерная физика» (англ. «Theoretical Nuclear Physics»), являющийся одним из самых востребованных учебников в этой области знаний.
В 1949 году Вайскопф становится членом комитета учёных по вопросам безопасности, главой которого был Альберт Эйнштейн. Комитет настаивал на контроле за атомным вооружением и предпринимал попытки сблизить взгляды Востока и Запада в вопросах атомной безопасности. Вайскопф был одним из участников манифеста против водородной бомбы в 1950 году и принимал участие в кампании по обмену учёными между США и странами остального мира.
В 1961 году Вайскопф переезжает в Женеву в ЦЕРН. Здесь до 1965 года он занимает должность генерального директора и возглавляет международное исследовательское учреждение, обладающее вторым по мощности ускорителем частиц в мире. Под его руководством ЦЕРН стал одним из ведущих научных институтов мира.
В 1966 году Вайскопф возвращается в Массачусетский технологический институт, где получает ранг институтского профессора. В 1967—1973 годах он возглавляет физический факультет, где создаёт группу, которая впоследствии станет Центром теоретической физики в институте. 20 июля 1974 Вайскопф официально уходит на пенсию.
После ухода из института Вайскопф разворачивает бурную деятельность по привлечению внимания общественности к вопросам ядерной безопасности. В 1983 году в интервью он называет ядерную бомбу «тенью своей жизни».
В 1992 году подписал «Предупреждение человечеству».

## Научные достижения
В 1930-х годах под руководством Нильса Бора занимался излучением внутренних электронов атома. Описал влияние конечности размеров ядра на тонкую структуру уровней (так называемый эффект Бора — Вайскопфа). Показал, что уширение линий в спектре излучения определяется соотношением неопределённости Гейзенберга. В Цюрихе сконцентрировался на разработке квантовой теории поля. В этой области совместно с Паули ему удалось показать возможность построения самосогласованной теории скалярного поля, что позволило ему 1934 году дать квантовомеханическое описание заряженных бозонов. В 1936 году разработал теорию поляризации вакуума. В рочестерский период занимался ядерной физикой, разработав наряду с Х. Бете и Л. Д. Ландау статистическую теорию ядра. В 1938 году предсказал эффект кулоновского возбуждения ядер. В 1943—1946 годах работает над атомным проектом. После войны занимается различными вопросами ядерной физики. В 1950 году совместно с Э. Конуэллом описал рассеяние носителей заряда в твёрдых телах на заряженных центрах. В 1954 году совместно с Г. Фешбахом и К. Портером разработал оптическую модель ядра атома.

## Членство в общественных организациях и академиях
- Национальная академия наук США (1952)[5]
- Американская академия искусств и наук (президент в 1976—1979 годах)
- Федерация американских учёных
- Американское физическое общество (президент в 1960—1961 годах)
- Папская академия наук (с декабря 1975 года)[6]
- иностранный член Академии наук СССР (1976)[7]
- иностранный член Французской академии наук (1978; корреспондент с 1957)[8]
- член-корреспондент Австрийской, Баварской, Датской, Шотландской и Испанской академий наук
- Чрезвычайный комитет ученых-ядерщиков, основанный Альбертом Эйнштейном

## Награды
- 1956 — Медаль Макса Планка, Немецкое физическое общество
- 1956 — Стипендия Гуггенхайма[9]
- 1970 — Медаль Бориса Прегаля, Нью-Йоркская академия наук
- 1972 — Премия Чино дель Дука за гуманизм в науке
- 1978 — Орден Pour le Mérite
- 1979 — Медаль Смолуховского, Польское физическое общество
- 1980 — Национальная научная медаль США
- 1981 — Премия Вольфа по физике
- 1983 — Премия памяти Роберта Оппенгеймера
- 1984 — Медаль Альберта Эйнштейна
- 1984 — Премия Уильяма Проктера за научные достижения
- 1988 — Премия Энрико Ферми
- 1990 — Премия Людвига Витгенштейна, Австрийская исследовательская организация
- 1991 — Медаль общественного благосостояния, Национальная академия наук США
- 1992 — Медаль Комптона, Американский институт физики
- 2000 — Большой золотой почётный знак со звездой «За заслуги перед Австрийской Республикой»[10]

## Названы в его честь
- Эффект Бора — Вайскопфа